# 湾沚镇
湾沚镇，是中华人民共和国安徽省芜湖市湾沚区下辖的一个乡镇级行政单位。

## 行政区划
湾沚镇下辖以下地区：
光明社区、民主社区、解放社区、新建社区、爱民社区、东湖社区、新华社区、前进社区、华庆社区、十字路社区、七房董社区、罗保村、新圩村、丰和村、永红村、旗塘村、十都村、新联村、城南村、新丰村、双马村、双桥村、长山村、焦村村、蒲塘村、鲁村村、杨村村、百花村、肖垾村、豹山村、立新村、老村村、新竹村、蟠龙村、宋兴村、石坝村、长岗村和安徽芜湖工业园社区。